# 김창선 (1975년)
김창선(金昌善, 1975년 10월 7일 ~ )은 대한민국의 프로게이머 출신의 전직 게임 해설자이다.

## 개요
1994년 건국대학교 부동산학과에 입학했으며 1998년 초에 제대하여 재학했고 이듬해인 1999년 하반기 블리자드에서 개최한 월드 챔피언 쉽에서 준우승을 차지했고, 투니버스 99 PKO 스타리그에도 출전, 16강에서 최초로 테란의 핵(Nuclear launch)을 사용하며 우승자 예상 투표에서 4위를 차지, 기대를 받았으나 국기봉, 최진우에게 패하며 8강에서 탈락하자 프로게이머를 은퇴한다.
이후 하나로통신배 투니버스 스타리그에서 해설자로 전환한 것을 계기로 온게임넷 개국 이후 온게임넷의 해설자로 활약하며 스타크래프트, 워크래프트3, 스페셜포스, 카트라이더, FIFA 시리즈, 워해머, 아트록스 등의 다양한 게임에 빠른 적응을 보여주며 다양한 게임의 해설 능력을 보여주었다. 이후 10년 이상의 기간 동안 온게임넷 해설을 맡았다가, 2011년 말부터 조용히 해설직에서 물러났고 이듬해부터 PC방사업자 및 PC방에 기계식키보드 CorsairGaming등의 물건을 유통하는 법인대표로 재직중이다.

## 수상 경력
- 1998년 KPGL 준우승
- 1998년 배틀탑 4회대회 개인전 우승
- 1998년 i2e2 2vs2 토너먼트 우승
- 1999년 KBK 마스터즈 개인전 3위
- 1999년 블리자드 월드 챔피언십 준우승
- 1999년 99 PKO 8강
- 2002년 워크래프트3 베타테스터 리그 4위